# アンテロ・スヴェンソン
アンテロ・ヨハンエス・スヴェンソン(フィンランド語: Antero Johannes Svensson、1892年11月30日 - 1946年4月26日)は、フィンランドの軍人。最終階級は陸軍少将。

## 経歴
1892年11月30日にフィンランド大公国ライシオに生まれた。
イェーガー運動に加わったスヴェンソンは、フィンランド内戦に白衛軍側で参戦している。1924年から1926年までの2年間フィンランドの軍事学校で学んだ後、1930年まで同校で軍事史と戦略に関する講義の教鞭を執った。その後ポーランドやチェコスロヴァキア、ルーマニアの駐在武官を経て、1939年の冬戦争、1941年の継続戦争に参戦した。継続戦争中のヴィープリ湾上陸作戦では防衛指揮を執っている。

## 叙勲
- マンネルハイム十字章